# クルブ・ネカクサ
クルブ・ネカクサ（スペイン語: Club Necaxa）は、メキシコ・アグアスカリエンテスに本拠地を置くサッカークラブ。1923年8月21日創設。2022-23シーズンはリーガMXに在籍している。
23,000人収容のエスタディオ・ビクトリアをホームスタジアムとしている。国際サッカー歴史統計連盟（IFFHS）による「20世紀大陸別最優秀サッカークラブ」では北中米カリブ海地区で第7位にランクインした。なお、クラブの正式名称はインプルソーラ・デル・デポルティーボ・ネカクサ（Impulsora del Deportivo Necaxa）である。

## 歴史

### 1920年代
1923年8月21日、メキシコシティーにて設立された。スコットランド出身で「Luz y Fuerza」のエンジニア兼オーナーのウィリアム Ｈ. フレーサー氏により、「Luz y Fuerza」と「Trams」を結集してできたチームである。当時メキシコのサッカー連盟は、企業名にちなんだチーム名を許可しなかった為、発電所近くのネカクサ川にちなんで、「ネカクサ」というチーム名を付けた。また、チームの色として赤と白の色を採用し、「ロヒブランコ」というニックネームをつけた。1923年のリーグレビューでは5位の成績を収めた。

### 1930年代(オンセ・エルマノス)
1930年9月14日、ネカクサは、フレーサーファミリーから寄付された土地に15,000人収容の可能な「パルケ・ネカクサ」というスタジアムを開設した。1932-33年のシーズンで史上初めてのリーグチャンピオンとなり、1934-35年、1936-37年、1937-38年のシーズンにて優勝した。特に1934-35年シーズンは、チャンピオンズリーグ、コパ、ディストリクトフェデラル、ナショナレス、フエゴセントロアメリカノスの5つのタイトルを獲得した。最後のタイトルは、エルサルバドルでの中央アメリカ選手権であり、ネカクサをそのままメキシコ代表チームとして派遣し、優勝している。1930年前半、フィールドでの連帯感と高レベルの相互理解により「オンセ・エルマノス(11人の兄弟)」と呼ばれ、ジャーナリストのパコ・マルティネス・デ・ラ・ベガはネカクサに「カンペオニシモ」という称号を与えた。中でも有名なスター選手として、ホラシオ・カサリンがおり、チームの黄金時代を築いた。

### 1940年代
1942年、チームから数人の選手が出ていき、フレーサーファミリーは、メキシコサッカープロ化の前にチーム撤退を決めた。アマチュア最後の試合でクルブ・エスパーニャを4-3で破ったが、スタンドのファンは寂しさを滲ませていた。

### 1950年代
メキシコリーグの商業化の条件の下でリーグに復帰した。電力連合とフアン・ホセ・リベラ・ロハス氏の新しい所有権の下で、1950年9月25日にグアダラハラの「パルケ・オブラテス」にて復帰戦をし、結果は0点での引き分けだった。この時、メキシコシティー、現在のエスタディオアズール(1950-55年)にホームスタジアムを置き、プレーをした。但し、チームを維持するのに財政的に苦労した。1955年、大規模な借金により、スター選手の大半の売却を余儀なくされ、ミゲル・ラミレス・バスケスが所有権を取り、チーム監督をウルグアイのドナルド・ロスに委ねた。この時、ホームスタジアムをエスタディオ・オリンピコ・ウニベルシタリオ(1955-66年)に移した。チームは1959-60シーズンで、メキシコカップを獲得した。

### 1960年代
1961年2月2日、ペレが所属するブラジルのサントスを破り、エスタディオ・オリンピコ・ウニベルシタリオで歴史的な偉業を成し遂げた。その興奮はスタジアムに響き渡った。だが、この時期も財政的苦労が続いていた。1965-66年にかけて、フリオ・オルバニャノス氏がオーナーの際、最後まで無敗で行き、レオンに僅差で勝った。その年、クラブ・アメリカを制し、優勝した。

### 1970年代
1971年から1972年の間、チームは財政難に耐えられず、スペインのアトレティコ、ビジネスマンのグループに売却され、ネカクサが消滅してしまった。チームは「トロスデルアトレティコエスパニョール」という名前でプレーすることになった。1973-74シーズン、クルス・アスルとの決勝に進むも、準優勝となった。1975年、CONCACAFチャンピオンズカップで唯一の国際タイトルを獲得した。

### 1980年代
メキシコシティー内でスペイン所有権がフランチャイズ売却し、1982年7月21日に、新たなビジネスマンがチームを買収、現在普及しているニックネーム「ラジョ・デル・ネカクサ」の名前を返上した。1982-83シーズン、1984-85年の2シーズン、ネカクサは降格試合にて苦労した。1987-88シーズンで、カエタノレの技術指揮の下、チームは安定した。1988年、ネカクサはグルポ・テレビサに買収され、エミリオ・アスカラガ・ミルモ（エミリオ・アスカラガ・ハエンの父）などが経営陣に加わった。

### 1990年代
1992年には選手として輝かしい経歴を持つエンリケ・ボルハがネカクサの会長に就任した。セルヒオ・サラーテ、オクタビオ・ベセリール、チリ人のエドゥアルド・ビルチェスとホセ・マリア・イガレーダなどが攻守の中心選手となり、マヌエル・ラプエンテ監督率いるチームは1990年代中頃にクラブの黄金期を築いた。1994-95シーズンのリギージャ決勝ではクルス・アスルを破ってプロリーグ化後初のリーグ優勝を遂げ、1995-96シーズンはアトレティコ・セラージャを破り、インビエルノ1998ではチーバス・グアダラハラを破って、それぞれ2回目、3回目のリーグ優勝を決めた。
| 1994-95優勝メンバー - ニコラス・ナバーロ - ホセ・マリア・イガレーダ - オクタビオ・ベセリール - ヘラルド・エスキベル - イグナシオ・アンブリス - ルイス・エルナンデス - エフライン・エレーラ - リカルド・ペラエス - アルベルト・ガルシア・アスペ - エドゥアルド・ビルチェス - アレクス・アギナガ - セルヒオ・サラーテ - イボ・バサイ - マヌエル・ラプエンテ（監督） |  | 1995-96優勝メンバー - ニコラス・ナバーロ - ホセ・マリア・イガレーダ - オクタビオ・ベセリール - ヘラルド・エスキベル - イグナシオ・アンブリス - ルイス・エルナンデス - エフライン・エレーラ - リカルド・ペラエス - アルベルト・ガルシア・アスペ - エドゥアルド・ビルチェス - Uwe Wolf - アレクス・アギナガ - セルヒオ・サラーテ - マヌエル・ラプエンテ（監督） |  | インビエルノ1998優勝メンバー - アドルフォ・リオス - ホセ・マリア・イガレーダ - カルロス・エルモシージョ - セルヒオ・バスケス - マルクス・ロペス - ホセ・マヌエル・デ・ラ・トーレ - マルコ・アントニオ・サンチェス - ラウール・ゴルディージョ - サルバドール・カブレラ - セルヒオ・アルマゲール - ホセ・ルイス・モンテス・デ・オカ - アレクス・アギナガ - セルヒオ・サラーテ - ラウール・アリアス（監督） |

2000年には、ブラジルで開催された第1回FIFAクラブ世界選手権に出場した。グループリーグではマンチェスター・ユナイテッドFC（ヨーロッパ代表、イングランド）などを抑えて4クラブ中2位となった。グループA・Bの2位が対戦した3位決定戦ではレアル・マドリード（ヨーロッパ代表、スペイン）と対戦し、ラウル・ゴンサレス、サミュエル・エトー、フェルナンド・モリエンテスなどを擁するチーム相手にPK戦の末に勝利した。2006年大会ではクラブ・アメリカが準決勝に進出（4位）しているが、ネカクサの3位はメキシコのクラブとしては過去最高位である。

### 2000年代
2003-04シーズン開幕前にフランチャイズをアグアスカリエンテス州・アグアスカリエンテスに移し、エスタディオ・ビクトリアをホームスタジアムとして使用している。2008-09シーズンは2008アペルトゥーラが17位、2009クラウスーラも17位と不振を極め、過去3シーズンの獲得勝ち点率が18クラブ中18位でリーガ・デ・アセンソ（アセンソMX、2部）に降格となった。降格後最初のシーズンとなった2009アペルトゥーラはレギュラーシーズンを3位で終え、リギージャでクルス・アスル、ロボス・デ・ラ・BUAP、イラプアトFCを倒して優勝した。つづく2010ビセンテナリオではレギュラーシーズンを2位で終え、リギージャではBUAP、クラブ・ティフアナ、クラブ・レオンを倒して2シーズン連続の優勝を飾った。2009-10シーズンの前後期を揃って制したことで、1シーズンでのプリメーラ・ディビシオン復帰を決めた。

### 2010年代
2シーズンぶりにプリメーラ・ディビシオンで戦った2010-11シーズンは、2010アペルトゥーラが15位、2011クラウスーラが17位に終わり、過去3シーズン（ネカクサは過去1シーズン）の獲得勝ち点率が最下位となったことで、わずか1シーズンでのリーガ・デ・アセンソ逆戻りとなった。2011年4月16日のアトランテFC戦は残留に向けて鍵となる試合のひとつだったが、この試合に1-1で引き分けた。降格を回避するために十分な勝ち点を積み上げられず、2010-11シーズン終了後に2度目のリーガ・デ・アセンソ降格となった。2011-12シーズンのアペルトゥーラ2011のレギュラーシーズンは6位、クラウスーラ2012のレギュラーシーズンは3位でリギージャに進出したが、リギージャではアペルトゥーラが準々決勝敗退、クラウスーラが準決勝敗退に終わった。
アペルトゥーラ2014にて、チャンピオンシップを獲得したが、最終的にリギージャで敗れた。アペルトゥーラ2015は10位に終わったが、翌クラウスーラ2015でレギュラーシーズン準優勝となり、リギージャにて優勝を飾った。アペルトゥーラ2015にてリギージャに進出、レギュラーシーズン優勝のファレスを下し、5年ぶりのプリメーラ・ディビシオンへの復帰を決めた。
クラウスーラ2019では、レギュラーシーズン6位となり、リギージャに出場した。モンテレイと対戦し、ホームで勝つも、アウェイでは負けてしまい、そのまま敗退に終わった。
2019年8月3日、アペルトゥーラ2019シーズン3戦目ベラクルス戦では、7-0と大勝を飾った。7点というのは、ホームでの一試合獲得点数として過去最高をマークした。
クラウスーラ2020は、COVID-19の影響により、第10節サントス戦(2020年3月15日)を無観客で行い、その後リーグは再開されずにシーズンを終えた。また、今後5年間はアセンソ昇格、降格が凍結された。コロナ禍の中の2020年7月24日ティグレス戦にて、アペルトゥーラ2020シーズンが開幕した。

## タイトル

### アマチュアリーグ時代
- プリメーラ・フエルサ（地域リーグ） : 4回

1932-33, 1934-35, 1936-37, 1937-38
- コパ・メヒコ: 3回

1932-33, 1934-35, 1935-36
- カンペオン・デ・カンペオーネス: 2回

1931, 1935-36

### プロリーグ時代
- リーガMX（1部） : 3回

1994-95, 1995-96, インビエルノ1998
- アセンソMX（2部） : 4回

アペルトゥーラ2009, ビセンテナリオ2010, アペルトゥーラ2014, クラウスーラ2016
- コパ・メヒコ : 4回

1959-60, 1965-66, 1994-95, クラウスーラ2018
- スーペルコパ・メヒコ : 1回

2018
- カンペオン・デ・カンペオーネス : 2回

1965-66, 1994-95
- インテルリーガ: 1回

2007
- カンペオン・デ・アセンソ : 2回

2009-10, 2015-16

### 国際タイトル
- CONCACAFチャンピオンズカップ: 2回

1975, 1999
- CONCACAFカップウィナーズカップ: 1回

1994
- 中央アメリカ・カリブ海競技大会: 1回

1935

## ホームスタジアム

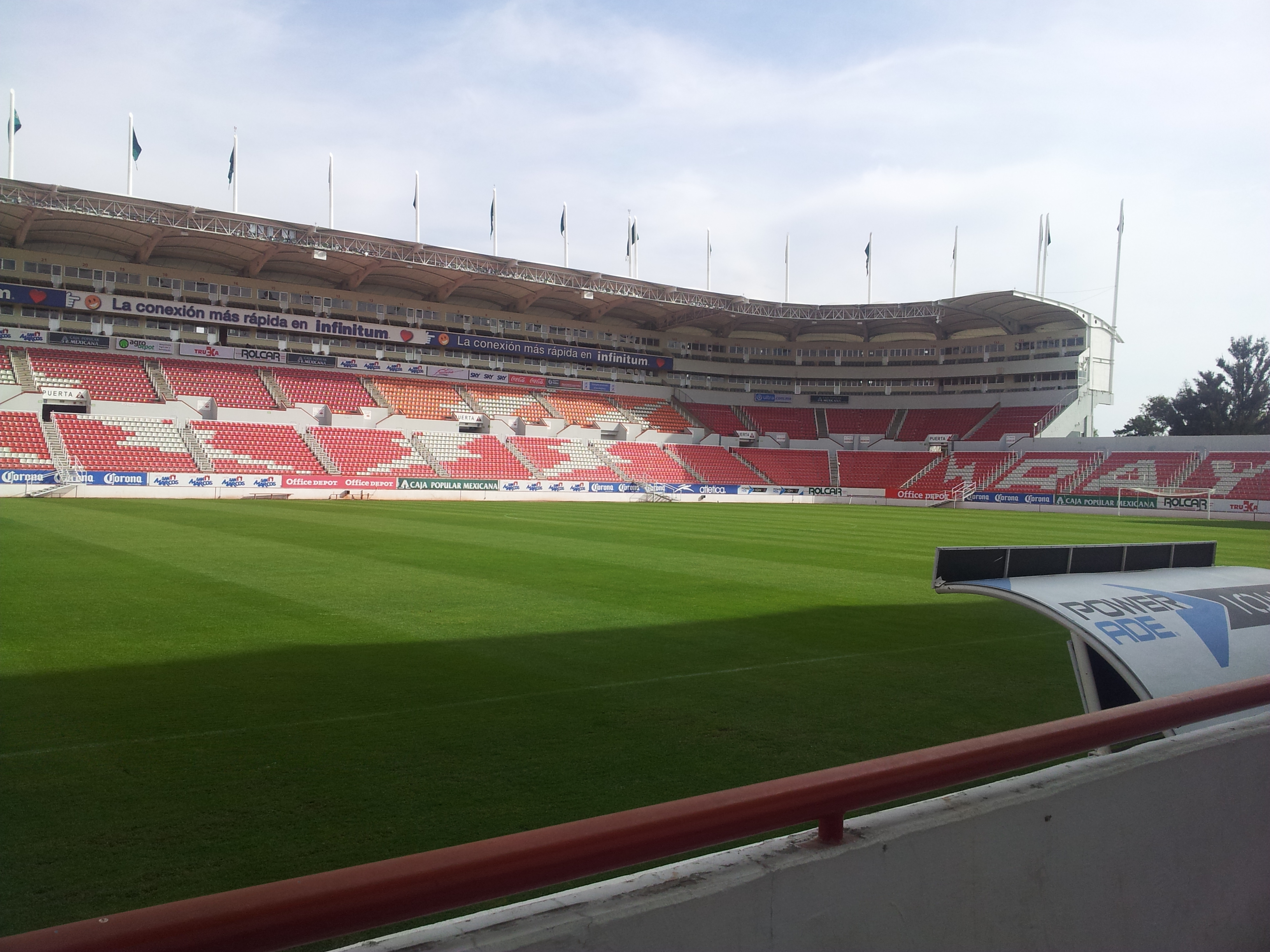
エスタディオ・ビクトリア内部

### パルケ・ネカクサ
1930年～1942年

### エスタディオ・デラ・シウダ・デ・ロス・デポルテス
1950年～1955年、現在のエスタディオ・アスル

### エスタディオ・オリンピコ・ウニベルシタリオ
1955年～1966年

### エスタディオ・アステカ
1966年～1971年、1982年～2003年

### エスタディオ・ビクトリア
エスタディオ・ビクトリアはアグアスカリエンテス市エロエス地区にあるサッカー専用スタジアムである。8,000人収容できた市立競技場のあった場所に2002年5月より建設が始まり、14ヶ月の期間を経て、2003年7月26日に完成した。アペルトゥーラ2003よりクルブネカクサのホームスタジアムとして使用している。25,500人収容可能。スタジアムの名前は、モデログループに25年間の命名権が売却され、そのビールブランドの1つである「ビクトリア」が付けられている。

## ユニフォーム

### サプライヤーとスポンサー
クラブ創設から1987年まではユニフォームにスポンサー企業名を入れていなかったが、1987年に初めて企業名を入れるようになった。
| 期間             | サプライヤー | スポンサー |
| ---------------- | ------------ | --- |
| 1987-88          | アディダス   | チョコ・ミルク |
| 1989-92          | アディダス   | |
| 1993-94          | アディダス   | コカ・コーラ（飲料） / エルフ（石油）                                                                                        |
| 1994-95          | アディダス   | コカ・コーラ / エルフ |
| 1995-96          | アンブロ     | コカ・コーラ / エルフ |
| 1996-97          | アンブロ     | コカ・コーラ / AFORE Garante                                                                                                 |
| 1998 (Winter'98) | アンブロ     | コカ・コーラ |
| 1999-00          | EEscord      | コカ・コーラ |
| 2000-01          | EEscord      | コカ・コーラ/Sol |
| 2001             | EEscord      | Masfresco / ビクトリア（ビール） / コカ・コーラ                                                                              |
| 2002             | アスレティカ | コカ・コーラ / ビクトリア |
| 2003             | アスレティカ | ビンボー（食品） / ビクトリア / コカ・コーラ                                                                                 |
| 2004             | アスレティカ | ビンボー / オフィス・デポ（事務用品） / ビクトリア                                                                           |
| 2005             | アスレティカ | Visa（金融） / レチェ・サン・マルコス（食品） / バナメックス（金融） / コロナ（ビール）                                      |
| 2006             | アスレティカ | Visa / Seguros Argos SA de CV / レチェ・サン・マルコス / コロナ / バナメックス                                               |
| 2007-08          | アスレティカ | Visa / Seguros Argos SA de CV / レチェ・サン・マルコス / コロナ / Aeroméxico / バナメックス / Cemex Monterey / Caja Libertad |
| 2008             | Voit         | Sabritas / コロナ / レチェ・サン・マルコス                                                                                   |
| 2009             | Voit         | Diversity Capital / コロナ/ レチェ・サン・マルコス                                                                           |
| 2009-10          | Voit         | Caja Popular Mexicana / コロナ / Seguros Argos                                                                               |
| 2010-11          | アスレティカ | Caja Popular Mexicana / コロナ / ETN / ペプシ（飲料） / Rolcar / ETN / ビンボー                                              |
| 2011–12          | アスレティカ | Futura/レチェ・サン・マルコス/コロナ/Caja Popular Mexicana/SKY/コカ・コーラ/Trucka/Rolcar/Agro depot                         |
| 2012–2013        | ピルマ       | レチェ・サン・マルコス/Meson del Taco/コロナ/Caja Popular Mexicana/SKY/コカ・コーラ/Trucka/Rolcar/Agro depot                 |
| 2013–2014        | ピルマ       | Aeroméxico/Coca-Cola/Corona/ETN/Leche San Marcos/Pizza Ola/Rolcar/SKY/Trucka/Oxxo Gas                                        |
| 2014–2015        | UMBRO        | Aeroméxico/Coca-Cola/Corona/ETN/Búfalo/Leche San Marcos/Pizza Ola/Rolcar/SKY/Trucka/Oxxo Gas                                 |
| 2015–2016        | UMBRO        | Aeroméxico/Coca-Cola/Corona/ETN/Búfalo/Leche San Marcos/Pizza Ola/Rolcar/SKY/Trucka/Oxxo Gas                                 |
| 2016–2017        | UMBRO        | Coca-Cola/Rolcar/Bufalo/CAVALL SPORT/Corona/Mercedes-Benz Autobuses/Bokados                                                  |
| 2017–2018        | CHARLY       | Coca-Cola/Rolcar/Bufalo/CAVALL SPORT/Circle K/Mercedes-Benz Autobuses/SKY                                                    |
| 2018-2019        | CHARLY       | Coca-Cola/Rolcar/Bufalo/Circle K/Ecopath/Caliente.mx/Mercedes-Benz Autobuses/SKY/PLAYDOIT.MX                                 |
| 2019-2020        | CHARLY       | Coca-Cola/Rolcar/Mercedes-Benz Autobuses/PLAYDOIT.MX/SKY/Mediotiempo/iZZi/PERDURA                                            |
| 2020-            | PIRMA        | Rolcar/Mercedes-Benz Autobuses/PLAYDOIT.MX/SKY/Mobil/SISOLAR/L'ANQGEL/iZZi/LA SALUD/PERDURA                                  |

### ユニフォームの変遷
| 1922-1923 | 1922-1923（セカンド） | 1922-1923 |  | 1923-1971 | 1971-1981 | 1973-1975 | 1972 |

| 1992 | 1994 | 1995 | 1996 | 1999 | 2005 | 2011 |

| 2012 | 2013 | 2014 | 2015 | 2016 | 2017 | 2018 |

| 2019 | 2020 |  |

## 現所属メンバー
2021年6月22日現在
注：選手の国籍表記はFIFAの定めた代表資格ルールに基づく。
| No. | Pos. |                | 選手名                         |
| --- | ---- | -------------- | ------------------------------ |
| 1   | GK   | メキシコ       | ルイス・マラゴン               |
| 2   | DF   | メキシコ       | イデケル・ドミンゲス           |
| 3   | DF   | ウルグアイ     | アグスティン・オリベロス       |
| 5   | MF   | ウルグアイ     | ビセンテ・ポッジ               |
| 6   | MF   | アメリカ合衆国 | フェルナンド・アルセ           |
| 7   | MF   | メキシコ       | アラン・メディーナ             |
| 9   | FW   | アルゼンチン   | マウロ・キロガ                 |
| 10  | FW   | アルゼンチン   | マキシミリアーノ・サラス       |
| 11  | MF   | チリ           | ブライアン・カルバージョ       |
| 14  | DF   | ウルグアイ     | ファブリシオ・フォルミリアーノ |
| 15  | FW   | メキシコ       | アンヘル・セプルベダ           |
| 17  | MF   | メキシコ       | ブライアン・ガルシア           |

| No. | Pos. |              | 選手名                   |
| --- | ---- | ------------ | ------------------------ |
| 18  | DF   | メキシコ     | ラウール・サンドバル     |
| 19  | FW   | パラグアイ   | セルヒオ・バレイロ       |
| 20  | DF   | メキシコ     | ルイス・キンタナ         |
| 21  | MF   | メキシコ     | アレハンドロ・センデハス |
| 23  | GK   | メキシコ     | エドガル・エルナンデス   |
| 24  | MF   | メキシコ     | フェルナンド・ゴンサレス |
| 25  | MF   | メキシコ     | ホナタン・ゴンサレス     |
| 26  | DF   | パラグアイ   | フリオ・ゴンサレス       |
| 27  | FW   | ウルグアイ   | ロドリゴ・アギーレ       |
| 28  | FW   | メキシコ     | ルイス・ガルシア         |
| 30  | DF   | アルゼンチン | フェルナンド・メサ       |
| 32  | DF   | メキシコ     | アロンソ・エスコボサ     |

## 歴代監督
| 名前                                     | シーズン                                    | 試合数 | 勝利 | 引分 | 敗北 |
| ---------------------------------------- | ------------------------------------------- | ------ | ---- | ---- | ---- |
| エンリケ・ディアス                       | 1982                                        | 16     | 2    | 7    | 7    |
| ワルテル・オルメーニョ                   | 1982–84                                     | 60     | 14   | 27   | 19   |
| ホセ・アントニオ・ロカ                   | 1984–85                                     | 38     | 5    | 15   | 18   |
| マリオ・ペレス                           | 1986–87                                     | 40     | 7    | 24   | 9    |
| カジェターノ・レ                         | 1987–88                                     | 46     | 15   | 15   | 16   |
| アニバル・ルイス                         | 1988–90                                     | 70     | 24   | 28   | 18   |
| エドゥアルド・ルハン・マネーラ           | 1990–91                                     | 38     | 12   | 11   | 15   |
| ロベルト・サポリティ                     | 1991–94                                     | 121    | 52   | 39   | 30   |
| マヌエル・ラプエンテ                     | 1994-1997イニシアル                         | 61     | 26   | 15   | 20   |
| ラウール・アリアス                       | 1998ビセンテナリオ-2005クラウスーラ         | 297    | 120  | 76   | 101  |
| エンリケ・ロペス・サルサ                 | 2005アペルトゥーラ-2006アペルトゥーラ       | 45     | 16   | 10   | 19   |
| パブロ・ルーナ                           | 2006アペルトゥーラ                          | 1      | 0    | 1    | 0    |
| ウーゴ・サンチェス                       | 2006アペルトゥーラ                          | 7      | 2    | 1    | 4    |
| ホセ・ルイス・トレホ                     | 2007クラウスーラ                            | 17     | 4    | 6    | 7    |
| ハンス・ウェステルホフ                   | 2007アペルトゥーラ                          | 17     | 5    | 5    | 7    |
| サルバドール・レジェス                   | 2008クラウスーラ-2008アペルトゥーラ         | 33     | 6    | 18   | 9    |
| オクタビオ・ベセリル                     | 2008アペルトゥーラ                          | 5      | 2    | 2    | 1    |
| ラウール・アリアス                       | 2009クラウスーラ                            | 17     | 3    | 5    | 9    |
| オマール・アレジャーノ                   | 2009アペルトゥーラ–2010ビセンテナリオ       | 44     | 22   | 17   | 5    |
| ダニエル・ブライロヴスキー               | 2010アペルトゥーラ-2011クラウスーラ         | 15     | 3    | 1    | 11   |
| セルヒオ・ブエーノ                       | 2011クラウスーラ                            | 13     | 3    | 6    | 4    |
| フランシスコ・ラミーレス                 | 2011アペルトゥーラ                          | 12     | 5    | 4    | 3    |
| ルイス・フランシスコ・ガルシア・ジャマス | 2011アペルトゥーラ                          | 3      | 1    | 1    | 1    |
| チッタ                                   | 2012クラウスーラ                            | 14     | 8    | 3    | 3    |
| ハイメ・オルディアレス                   | 2012アペルトゥーラ-2013アペルトゥーラ       | 31     | 17   | 10   | 4    |
| アルマンド・ゴンサレス                   | 2013アペルトゥーラ-2014クラウスーラ         | 38     | 18   | 12   | 8    |
| ミゲル・デ・ヘスス・フエンテス           | 2014アペルトゥーラ-2015アペルトゥーラ       | 36     | 15   | 9    | 12   |
| アルフォンソ・ソーサ                     | 2016クラウスーラ-2017アペルトゥーラ         | 38     | 12   | 16   | 10   |
| イグナシオ・アンブリス                   | 2017アペルトゥーラ-2017クラウスーラ         | 47     | 18   | 18   | 11   |
| マルセロ・ミチェル・リアーニョ           | 2018アペルトゥーラ-2018アペルトゥーラJ13    | 13     | 3    | 3    | 7    |
| ホルヘ・マルティネス・メリノ(監督代行)   | 2018アペルトゥーラJ14-2018アペルトゥーラJ17 | 4      | 0    | 2    | 2    |
| ギジェルモ・ヴァスクェス                 | 2019クラウスーラ-2019アペルトゥーラ         | 35     | 17   | 9    | 9    |
| アルフォンソ・ソーサ                     | 2020クラウスーラ-2020アペルトゥーラJ8       | 18     | 5    | 4    | 9    |
| ホセ・グアダルーペ・クルス               | 2020アペルトゥーラJ9-                       |        |      |      |      |

## 歴代所属選手

### リーグ得点王
アマチュアリーグ時代
- 1926-27  ミゲル・ルイス 13得点
- 1931-32  フリオ・ローレス 20得点
- 1932-33  フリオ・ローレス 8得点
- 1934-35  イラリオ・ロペス 17得点
- 1936-37  フリオ・ローレス 7得点

プロリーグ時代
- 1950-51  オラシオ・カサリン 17得点
- 1952-53  トゥーリオ・キニョーネス 14得点
- 1953-54  フリオ・マリア・パジェイロ 21得点
- 1954-55  フリオ・マリア・パジェイロ 19得点
- 1983-84  ノルベルト・オウテス 28得点
- 1992-93  イボ・バサイ 27得点
- ベラーノ2000  アグスティン・デルガド 14得点
- アペルトゥーラ2012  ビクトル・ロヘーロ 11得点
- クラウスーラ2013  ビクトル・ロヘーロ 12得点
- アペルトゥーラ2019  マウロ・キローガ 13得点

### その他
- ホアキン・ベルトラン
- アレックス・アギナガ 1989-2003
- ルイス・エルナンデス 1994-1997, 1997-1998
- クアウテモク・ブランコ 1997-1998
- カルロス・パボン 1997-1998, 2009
- アルベルト 1998
- アグスティン・デルガド 1999-2002
- クリスティアン・モンテシノス 2000
- ニコラス・オリベラ 2006
- ヘラルド・ガリンド 2006-2012
- フアン・マヌエル・サルゲイロ 2007
- ウーゴ・ロダジェガ 2007-2008
- ワルテル・ガイタン 2008-2010
- フェデリコ・インスア 2009
- タバレ・ビウデス 2010
- オスカル・ペレス 2010-2011
- ホベルチ 2013
- エドソン・プッチ 2016-2017
- マティアス・フェルナンデス 2017-2018
- イゴール・リチノフスキー 2017-2018
- ミゲル・アンヘル・ポンセ 2017-2018
- ヴェントゥーラ・アルヴァラード 2018-2020